# Sint-Pancratiuskerk (Odenthal)
De Sint-Pancratiuskerk (Duits: St. Pankratius) in de plaats Odenthal is een van de oudste kerkgebouwen in het Bergisches Land.

## Geschiedenis
De kerk werd in de 11e eeuw als eenschepige kerk gebouwd ter vervanging van een houten kerk. Tegen het einde van de 12e eeuw werd het godshuis verbouwd tot een drieschepige romaanse pijlerbasiliek met een toren van vier verdiepingen. Het romaanse koor met de halfronde apsis werd in 1893-1894 afgebroken om het kerkschip met twee traveeën te verlengen en een dwarsschip met koor en halfronde apsis op te kunnen richten.
De kerk bezit de oudste nog in gebruik zijnde klok van het Rijnland en vormt samen met de pastorie een fraai historisch ensemble in de dorpskern van Odenthal. Het westelijke portaal is versierd met een wapenreliëf en een beeld van de Moeder Gods met Kind. De kerkruimte is uiterst eenvoudig gehouden en wordt door pijlers en rondbogen gekenmerkt.
Het granieten kelkvormige doopvont rust op zuilen en dateert uit de 12e eeuw. De moderne abstracte glas-in-loodramen in het koor werden naar een ontwerp van Paul Schneider uit Brühl gemaakt.

## Orgel
Het orgel werd in 1977 door de gebr. Oberlinger uit Windesheim gebouwd. Bij de bouw van het nieuwe orgel gebruikte men onderdelen van het oude orgel. De classicistische orgelkas uit de eerste helft van de 19e eeuw komt oorspronkelijk uit een andere kerk.

## Afbeeldingen

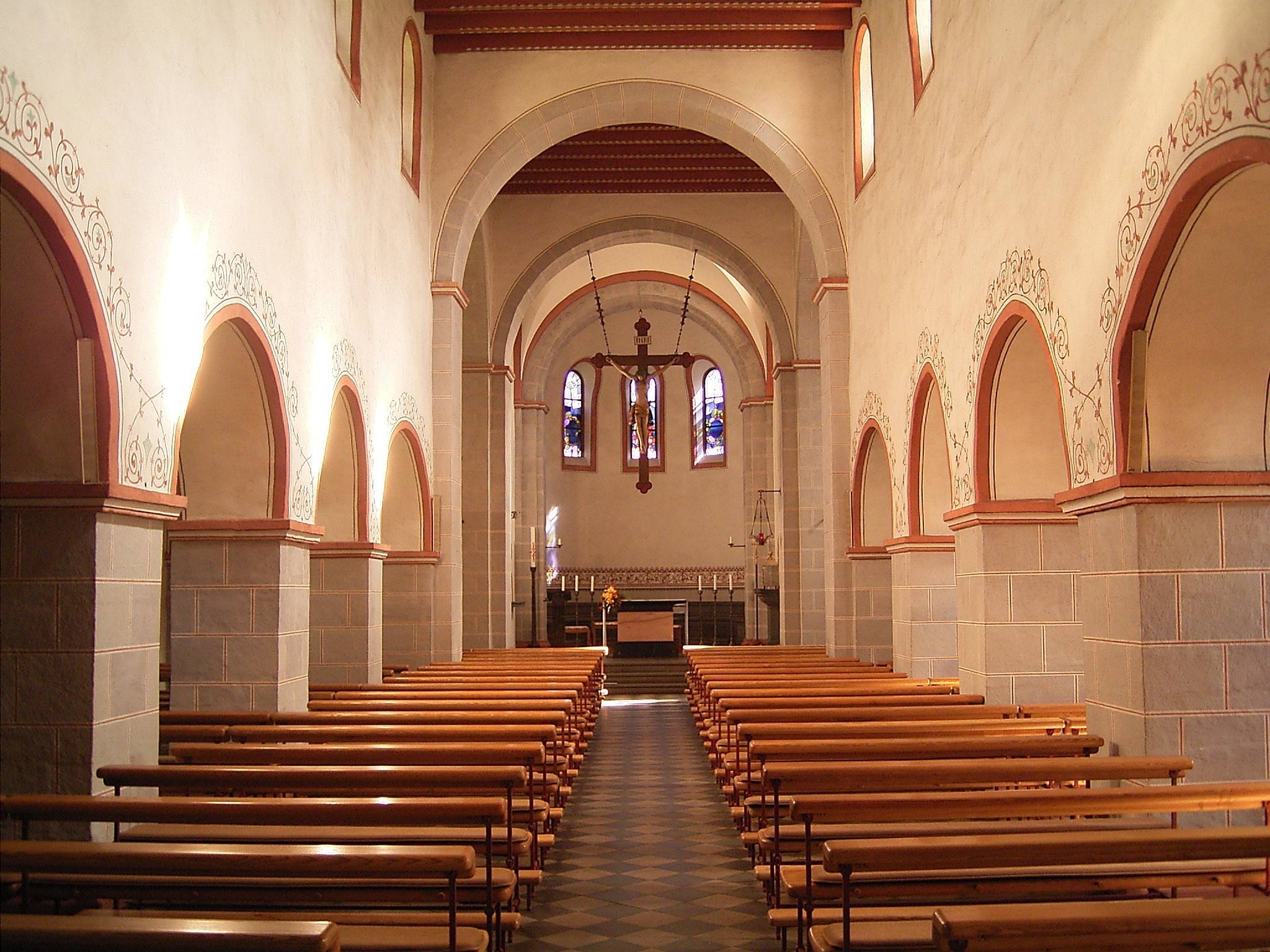
Inrichting
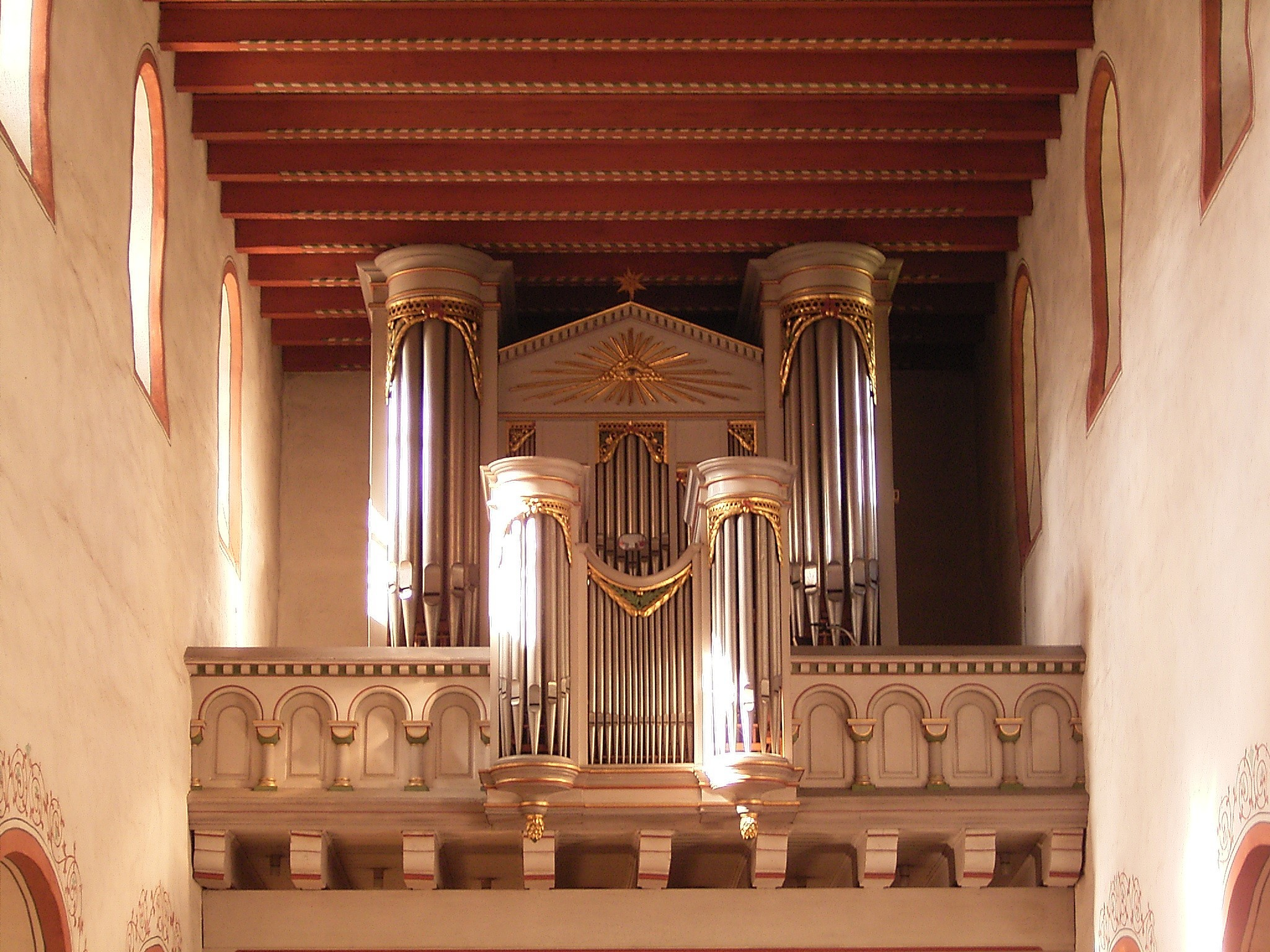
Orgel
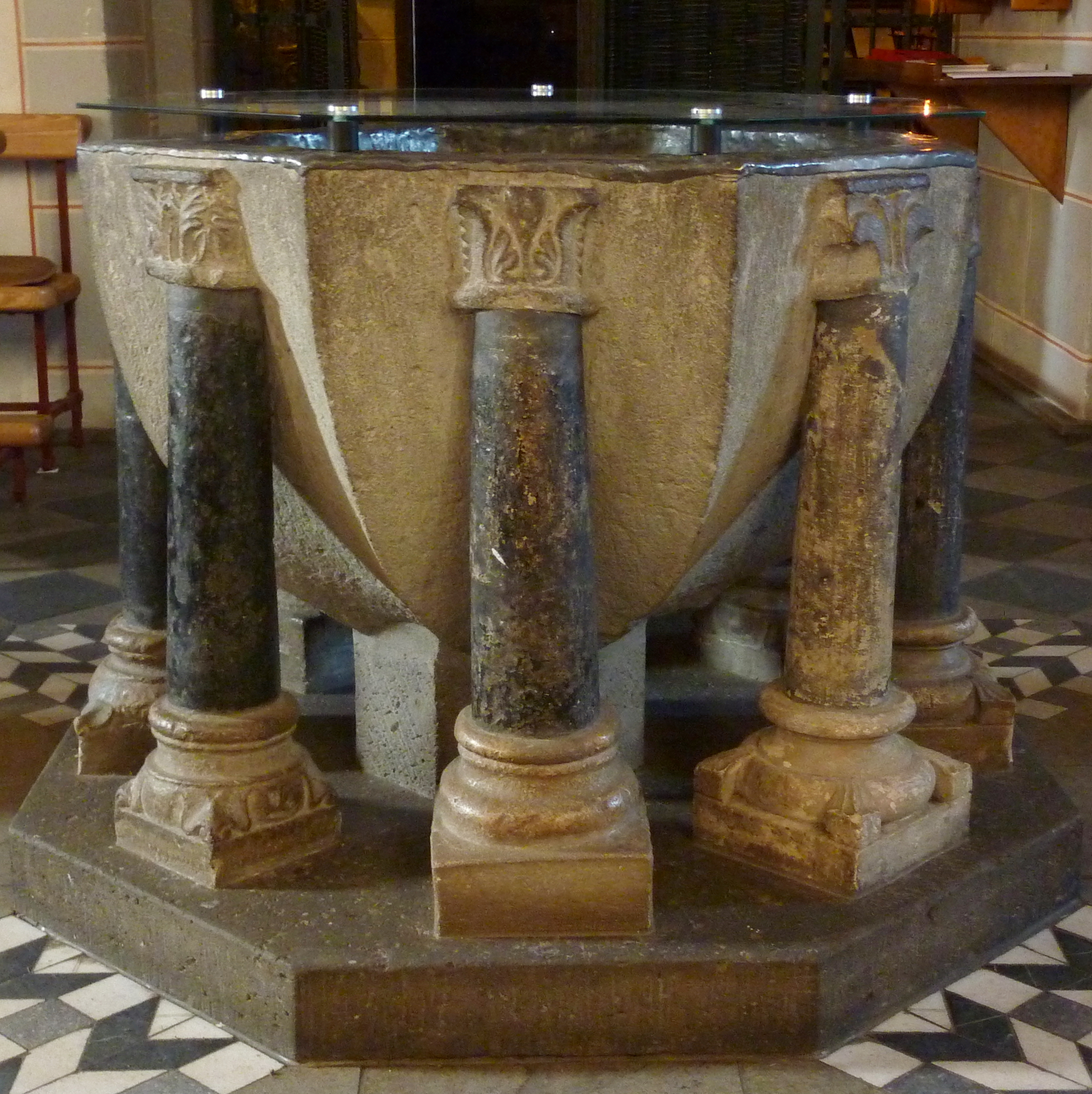
Doopvont
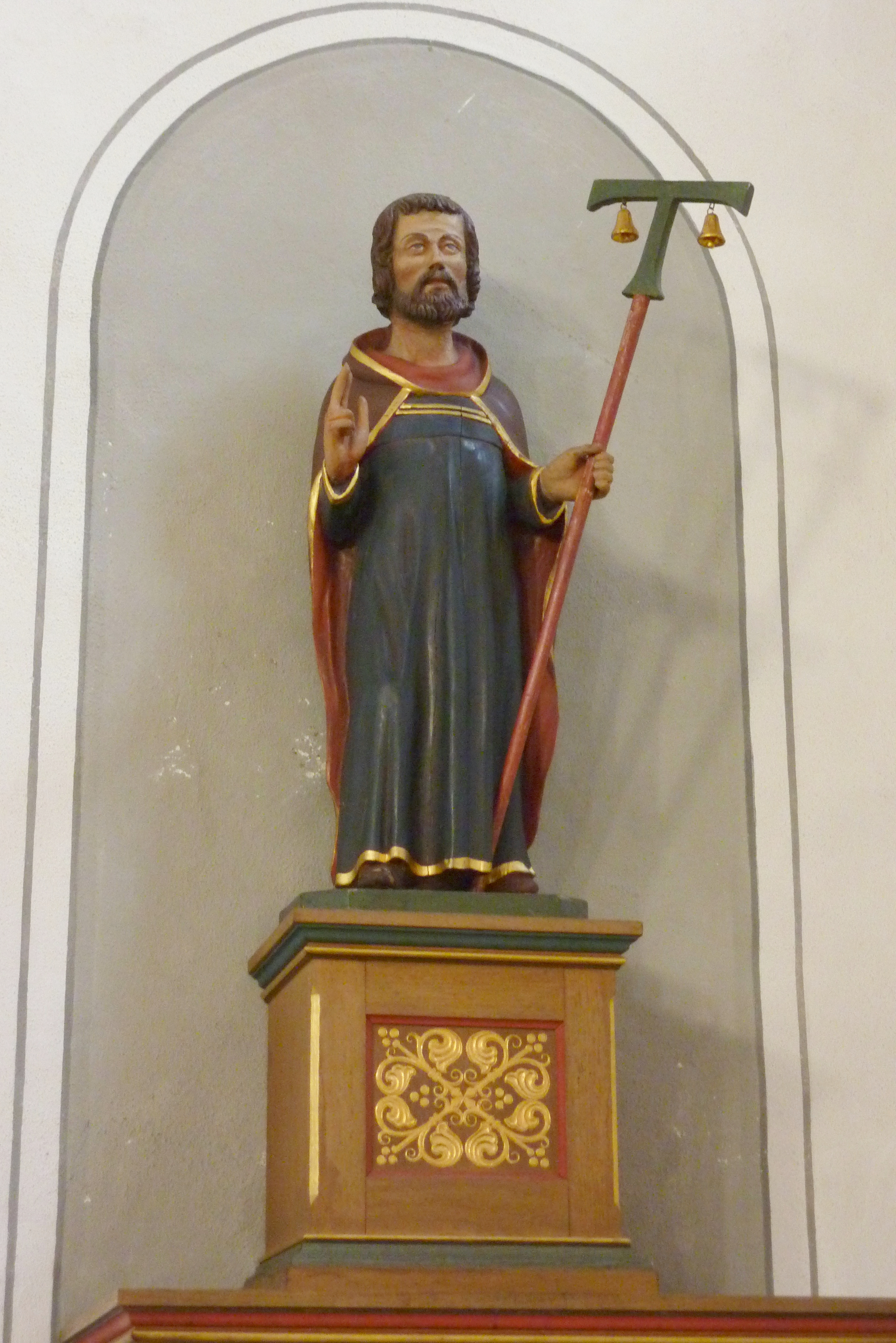
17e-eeuws beeld Sint-Antonius Abt